# ベルナウアーの女
ベルナウアーの女(独: Die Bernauerin)は、ドイツの作曲家、カール・オルフが、アグネス・ベルナウアーの生涯について彼自身が書いた台本により作曲したオペラである。
なお生涯とはいうものの、彼女の人生の最後の数年の最も重要ないくつかの場面のみを「世界劇」というかたちで扱ったものである。1947年、シュトットガルトの国立ヴュルテンブルク劇場の大劇場で初演された。

## 録音
ベルナウアーの女, アグネス: Christine Ostermayer, 伯爵: ゲルハルト・リッペルト, テノール　ソロ: Horst Laubenthal, ソプラノ　ソロ: ルチア・ポップ, ミュンヘン交響楽団, クルト・アイヒホルン指揮. Orfeo, ADD, 1978/1980